# ساختمان اتحاد
ساختمان اتحاد مربوط به دوره پهلوی است و در تبریز، میدان ساعت واقع شده و این اثر در تاریخ ۳ دی ۱۳۸۵ با شمارهٔ ثبت ۱۶۶۵۱ به‌عنوان یکی از آثار ملی ایران به ثبت رسیده است.